# Сирбі (Хунедоара)
Сирбі (рум. Sârbi) — село у повіті Хунедоара в Румунії. Входить до складу комуни Ілія.
Село розташоване на відстані 315 км на північний захід від Бухареста, 18 км на північний захід від Деви, 113 км на південний захід від Клуж-Напоки, 116 км на схід від Тімішоари.

## Населення
За даними перепису населення 2002 року у селі проживали 496 осіб, з них 488 осіб (98,4%) румунів. Рідною мовою 494 особи (99,6%) назвали румунську.